# 케나이반도늑대
케나이반도늑대 (학명 : Canis lupus alces, 영어: Kenai Peninsula wolf), 케나이반도회색늑대는 늑대의 아종 중 하나로 알래스카주의 케나이반도에 서식했던 늑대 아종이다. 이 종은 1925년에 멸종했다. 이 아종은 늑대의 아종 중 가장 큰 종으로 알려져 있으나, 사실 정확한 크기는 알려져있지 않다. 이 종은 알래스카 주에 서식하는 늑대 4개 종 중 하나로 에드워드 알폰소 골드맨이 1944년 처음 분류했다. 현재도 케나이반도에는 친척인 알래스카내륙늑대가 대신 서식하고 있는데, 이 아종의 DNA엔 케나이반도늑대의 유전자가 일부 섞여 있다고 한다.

## 역사
케나이반도늑대는 1890년대 클론다이크 골드 러시로 인해 이 지역에 정착한 정착민이 종종 관찰했다. 그러나, 1910년 말에는 케나이반도늑대는 사냥과 스트리크닌 살충제 때문에 거의 전멸하였다.
1940년대까지 이 지역 근방에서 늑대를 발견했다는 보고가 들어왔지만, 이 늑대의 재출현은 1960년대까지 확인되지 않았다. 기록상 가장 거대했던 늑대는 어깨 높이가 거의 136cm였다. 거대한 늑대가 계속 기록이나 목격되었다. 이것이 알래스카 다른 지역에 서식했던 늑대의 새로운 무리가 유입된 것인지, 케나이반도늑대의 후손인지는 불분명하다. 나중에 밝혀진 DNA 연구에서는 최소한 케나이반도늑대가 알래스카의 다른 늑대와 자손을 맺어 현재 늑대의 DNA 구조와는 다르고, 알래스카의 종과는 비슷한 것으로 나타났다.